# Raïon de Medvédévo
Le raïon de Medvédévo (Mari des prairies:Маскасола кундем, Maskasola kundem, russe : Медве́девский райо́н) est un raïon de la république des Maris en Russie.

## Présentation
Le raïon Medvédevski est situé au centre de la république des Maris.
La superficie du raïon est de 2 791,18 km2.
Son centre administratif est la commune urbaine de Medvédévo, située à 8 km de Iochkar-Ola la capitale de la république.
Le raïon Medvédevski est situé dans la partie centrale de la République des Maris.
Au nord, il borde l'oblast de Kirov et le raïon Orchanski, à l'est le raïon Sovetski, au sud le  raïon Zvénigovski, à l'ouest le raïon Kilemarski.
Le raïon est traversé, par les rivières Malaïa Kokchaga et Bolchaïa Kokchaga qui abrite aussi 26 petites rivières, 16 lacs, 32 étangs et 66 marécages.
Les forêts, qui occupent 194 788 hectares du territoire, abritent 46 espèces d'animaux et 150 espèces d'oiseaux.
La zone protégée Ustye-Kundyshsky, a été fondéée le 20 septembre 1968 pour protéger le gibier à plumes et les animaux, et la réserve Bolshaya Kokshaga, en 1993 pour préserver la flore et la faune uniques.
Le raïon est desservi par les routes , Р173 et ,,.

## Démographie
La population du raïon Gornomariiski a évolué comme suit:
| 2002   | 2009   | 2011   | 2013   | 2015   |
| ------ | ------ | ------ | ------ | ------ |
| 53 848 | 66 486 | 67 808 | 68 075 | 67 620 |

| 2019   | 2021   | - | - | - |
| ------ | ------ | - | - | - |
| 67 109 | 67 519 | - | - | - |

## Galerie

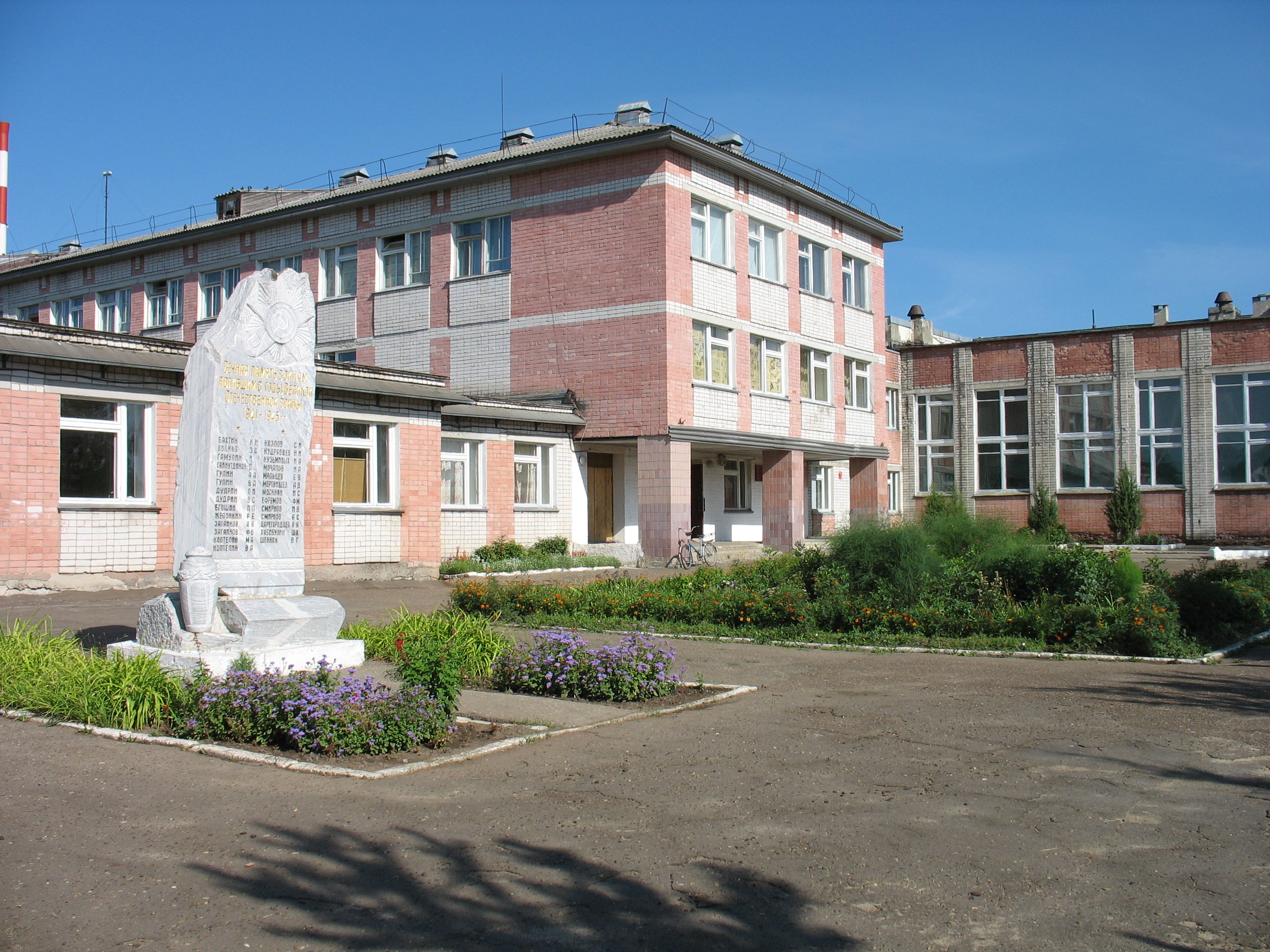
Lycée du village de Kuyar.
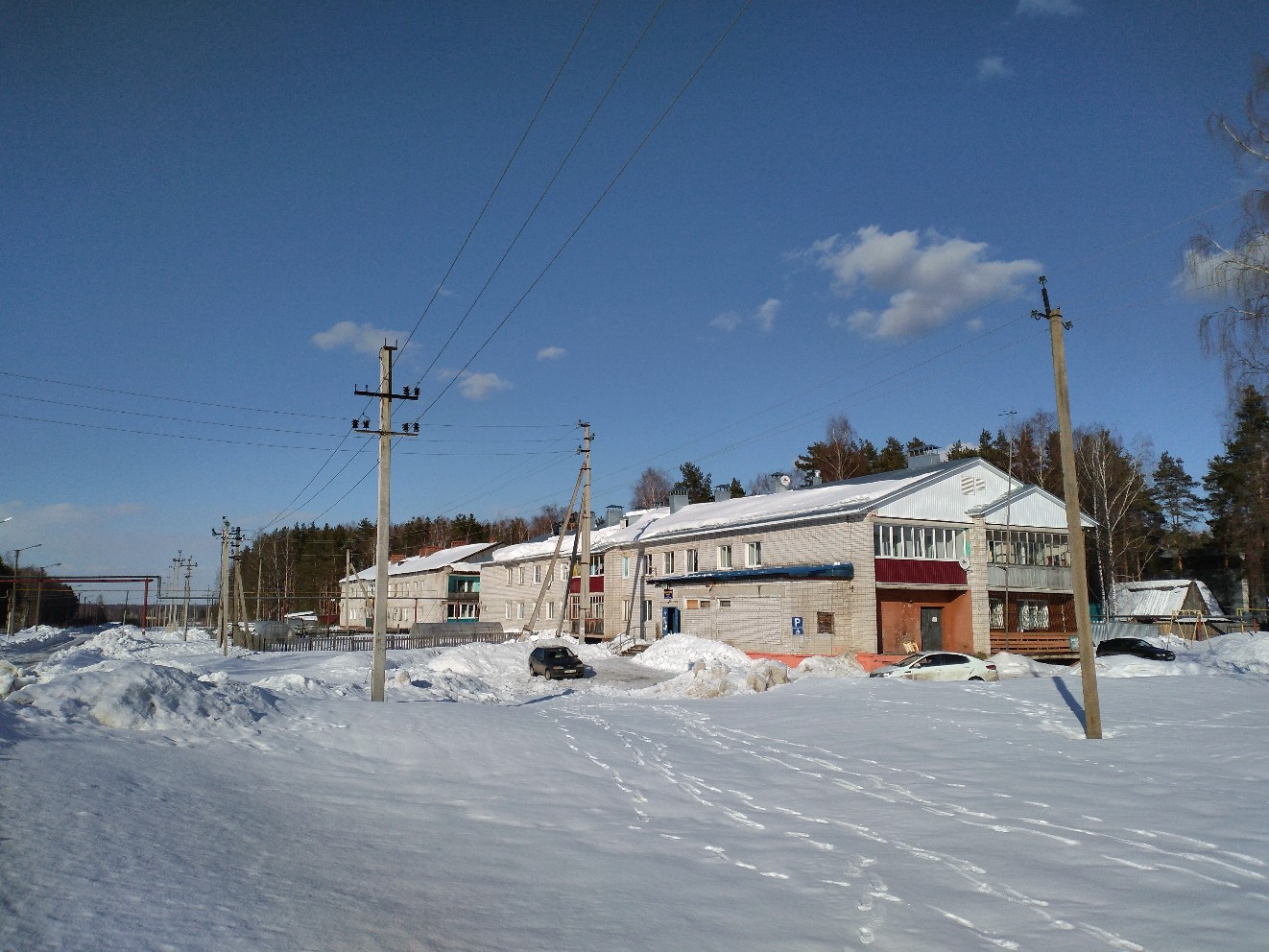
Village de Pemba.
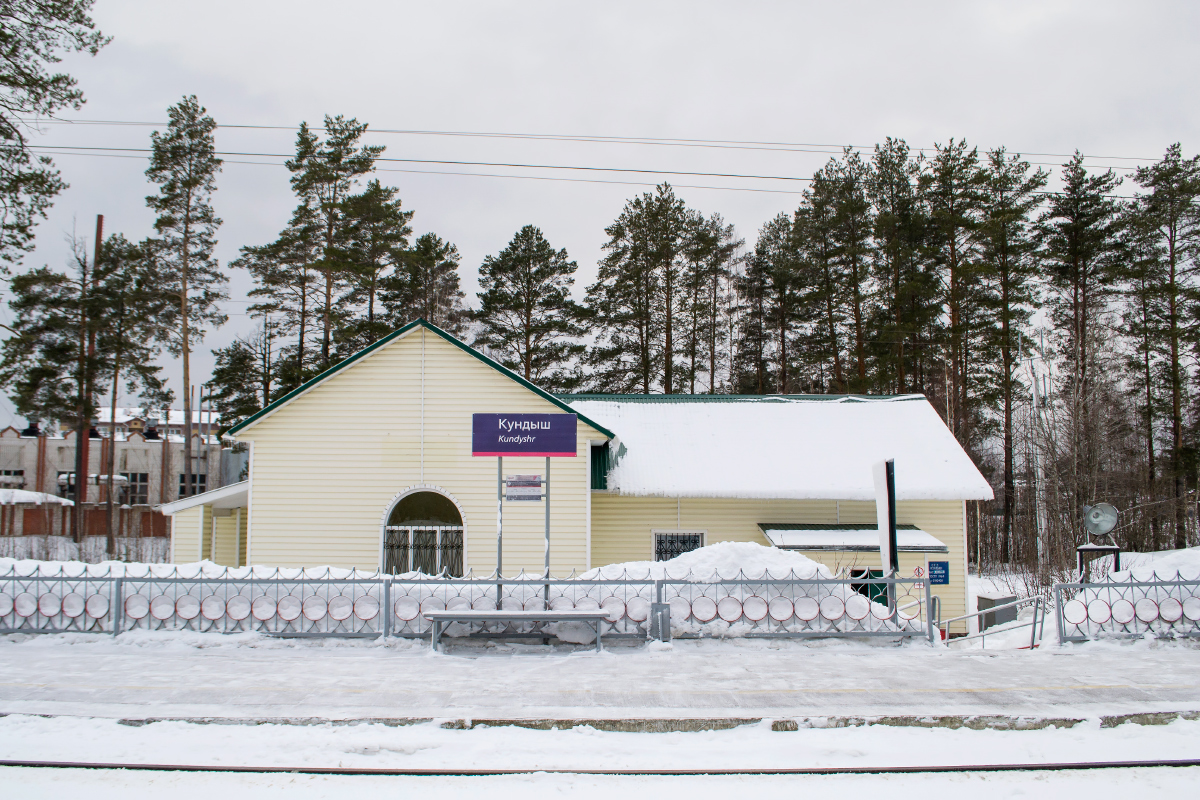
Gare de Kundych.
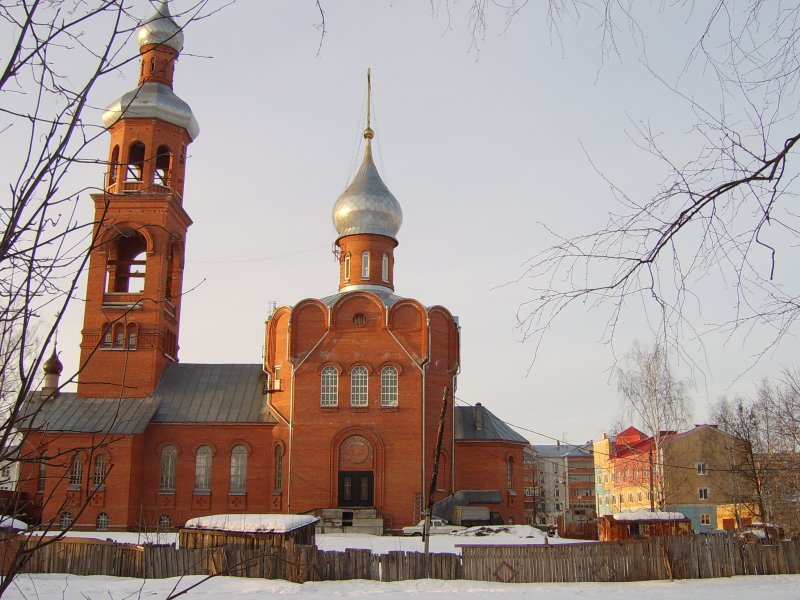
Église de Medvédévo.